# 维尔河畔托里尼
维尔河畔托里尼（法語：Torigni-sur-Vire，法語發音：[tɔʁiɲi syʁ viʁ]）是法国芒什省的一个旧市镇，属于圣洛区。2016年，布雷克图维尔与临近的3个市镇合并为新市镇托里尼莱维尔，维尔河畔托里尼为新市镇行政中心。

## 地理
维尔河畔托里尼（49°2'8"N, 0°58'46"W）面积3.01 平方千米，位于法国诺曼底大区芒什省，该省份为法国西北部沿海省份，西、北、东北三面环大西洋，东起顺时针与卡爾瓦多斯省、奧恩省、马耶讷省和伊勒-维莱讷省接壤。
与维尔河畔托里尼接壤的市镇（或旧市镇、城区）包括：圣阿芒、日耶维尔。

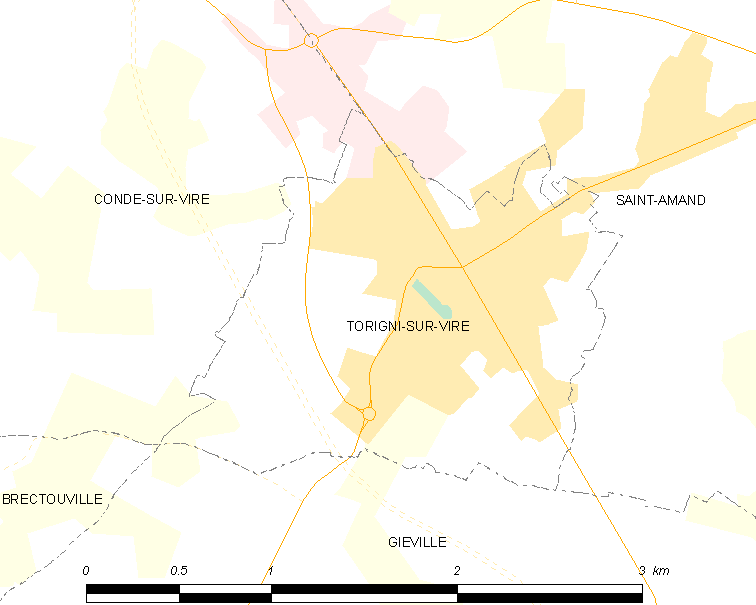
维尔河畔托里尼的OSM定位图

维尔河畔托里尼的时区为UTC+01:00、UTC+02:00（夏令时）。

## 行政
维尔河畔托里尼的邮政编码为50160，INSEE市镇编码为50601。

## 政治
维尔河畔托里尼所属的省级选区为维尔河畔孔代县。

## 人口

1962-2008年间维尔河畔托里尼人口变化图示

维尔河畔托里尼于2018年1月1日时的人口数量为2318人。